# Le città vive
Le città vive (Strenght of Stones) è un romanzo di fantascienza di Greg Bear del 1981.
Il romanzo, sotto forma di cronaca di un periodo di tempo che va dal 3451 al 3562 d.C., si divide in tre "libri" intitolati Mandala, Resurrezione e Colui che ritorna. Questi trattano rispettivamente la storia personale di un particolare gruppo di persone alle prese con problemi differenti che vanno dalla sopravvivenza in un mondo ostile, a questioni morali e religiose, fino al destino dell'umanità. Le vicende risultano collegate tra loro da un filo conduttore, una trama principale all'inizio difficilmente identificabile ma che dalla metà del secondo libro diventa sempre più evidente.

## Trama

### Premesse
Parte degli esseri umani, fedeli alle tre religioni abramitiche, si trasferirono in un lontano passato sul pianeta Dio-Che-Combatte, andando a vivere in gigantesche città automatizzate, controllate da intelligenze artificiali. Col tempo le regole ferree imposte dall'architetto circa i precetti religiosi portarono le città a cacciare i propri abitanti considerati impuri e indegni, macchiatisi, secondo la rigida morale della programmazione, di tutti i peccati possibili. Le città si svuotarono e continuarono a tenere fuori dai loro confini chiunque, accogliendo solo occasionalmente i malati e i feriti per fornire loro le cure necessarie e poi rispedirli all'esterno.
I popoli, impreparati alla sopravvivenza senza tecnologie su un pianeta divenuto ostile, si divisero per credo religioso e si organizzarono in nazioni e tribù nomadi. Ma la siccità e le condizioni avverse col tempo stremarono gli uomini avviando nel corso di un migliaio di anni un progressivo regresso culturale e tecnologico, riducendoli a una società preindustriale, lontana dalla civiltà avanzata che erano stati un tempo. Guardando alle città vuote gli uomini finirono per credere di essere davvero indegni agli occhi di Dio e solo pochi guerrieri, i cacciatori di città, continuarono a tentare di riconquistare l'accesso alle città per soggiogarle e tornare ad abitarvi.

### Mandala 3451 d.C.
Mandala è il libro più intimo dei tre e descrive la dura vita all'esterno delle città, seguendo da vicino la storia di Jeshua, fabbro in un villaggio ebraico, che non può prendere moglie per via di una disfunzione sessuale e sceglie l'esilio. Va quindi in cerca di una città nella speranza che possa curare il suo difetto e farlo sentire parte del mondo degli uomini come loro pari. Durante il suo viaggio conosce un misterioso ragazzo di nome Thinner, scoprendo poi che è una macchina umanoide proveniente dalla città di Mandala, e grazie a lui riesce a entrare nella città e a essere curato dalla sua disfunzione. Qui infine Jeshua, trattenuto dalla curiosità per una sfuggente ragazza che sembra abitare lì, scopre di essere lui stesso una macchina, mandato, come Thinner e la ragazza, tra gli umani per conoscerli, verificare se ci fosse modo di riportarli ad abitare le città e scoprire così un rimedio alla loro lenta autodistruzione sotto il logorio del tempo.

### Resurrezione 3460 d.C.
Resurrezione racconta di Reah, un'anziana esiliata dal suo villaggio per aver rubato da mangiare, che dopo essere stata violentata e abbandonata nel deserto dai soldati del guerriero conquistatore Durragon, viene accolta a Resurrezione, una città che accoglie una popolazione di feriti. Superati diversi problemi di comunicazione con la città in sfacelo, riesce a prenderne il controllo e la obbliga a spostarsi in un luogo migliore per assicurarne una più veloce ripresa. Scopre poi che nonostante l'età è rimasta incinta e decide di abortire. Resurrezione la separa dal feto che, grazie alle tecnologie mediche, sviluppa in incubazione e fa crescere distante dalla madre. Reah matura la convinzione che l'umanità debba tornare al suo glorioso passato, e decide di riprogrammare la città obbligandola ad aprire le mura ai bambini e a condividere le sue conoscenze, fondando una comunità con lo scopo di educarli a una cultura più avanzata per costituire il nucleo di un nuovo progresso del pianeta. Ma Durragon, alleato coi cacciatori di città, riesce ad attaccare la metropoli danneggiata e a penetrarvi, rifiuta l'offerta di aiutare Reah e la uccide per prenderne il potere, rimanendo ucciso a sua volta. La coscienza di Reah resta però all'interno dei programmi di controllo della città, assistendo all'uscita della sua comunità che, più colta e progredita del resto del pianeta, si installa subito fuori le mura di cinta iniziando una convivenza pacifica con la metropoli guaritrice.

### Colui che ritorna 3562 d.C.
Colui che ritorna è la cronaca del ritorno dopo mille anni di Robert Kahn, il grande architetto delle città, sotto forma di simulacro meccanico dalla durata limitata con impiantata la coscienza dell'originale umano. Contrariamente ai suoi piani, si risveglia nella città morta di Fraternità e scopre quanto accaduto al pianeta, tentando di capire se esista modo di porvi rimedio. Fuori dalla città incontra dei malmessi Jeshua e Thinner, divenuti viandanti dopo aver abbandonato la morente Mandala, e l'umano Arthur Sam Daniel, disposto ad aiutarli. Il gruppo, scampati diversi pericoli, riesce a raggiungere New Canaan, la fiorente comunità attorno a Resurrezione, che sembra adorare Reah come una santa e profetessa.
Entrati nella città di Resurrezione, Khan scopre che il sé umano, dopo aver preparato la sua coscienza per il ritorno, aveva concepito un piano di evacuazione di Dio-Che-Combatte tramite un congegno chiamato Bifrost posto nella remota città eretica di Thule. Incontra poi Reah nella programmazione della città, e l'anziano Matthew, il figlio di Reah, ancora vivo e in lotta con la madre per distruggere tutte le città e liberare dal loro influsso i popoli del pianeta.
Giunti a Thule, Khan scopre che la siccità progressiva di Dio-Che-Combatte è dovuta alla stella intorno a cui il pianeta orbita, che varia ciclicamente la sua forza, e che il peggio è ormai alle spalle: i popoli potranno salvarsi anche senza il suo intervento. Scopre inoltre che il Bifrost non era un semplice teletrasporto per la Terra, ma avrebbe permesso di unirsi a una mente collettiva di tutta l'umanità, ormai partita in un viaggio per il cosmo.
Attiva comunque il Bifrost a costo della sua vita, permettendo a Jeshua di arrivare sulla Terra ora disabitata e rifarsi un'esistenza.
Il ricordo tuttavia non è perduto, Arthur Sam Daniel, dieci anni dopo, viene intervistato come testimone, rivelando la verità sulle città ormai morte, sulla Terra e su quanto davvero accaduto.

## Edizioni
- Greg Bear, Strenght of Stones, Ace, 1981, ISBN 0-441-79069-0.
- Greg Bear, Le città vive, traduzione di Carla Meazza, collana Urania n° 1200, Arnoldo Mondadori Editore, 1993, ISBN non esistente.